# Донн Алан Пеннебейкер
Донн Алан Пеннебейкер (англ. Donn Alan Pennebaker /ˈpɛniːbeɪkər/; нар. 15 липня 1925 — пом. 1 серпня 2019) — американський режисер-документаліст.
Багато фільмів Пеннебейкера були присвячені відомим музикантам. Він знімав Боба Ділана, Девіда Бові і Depeche Mode. У 2013 році він отримав «Оскар» за видатні заслуги в кінематографії.

## Життєпис
Пеннебейкер народився в 1925 році в Еванстоні (штат Іллінойс), його батьком був рекламний фотограф. Під час Другої світової війни він служив у морській піхоті, а після навчався на інженера в Єльському університеті.
Свою кар'єру в кіно він почав в 1950-х роках, однією з перших його робіт стала картина «Первинний» про суперництво між Джоном Кеннеді і Гьюбертом Гамфрі за місце кандидата в президенти США від Демократичної партії. Згодом Пеннебейкер зняв ще кілька фільмів про Кеннеді.
У 1960-х роках режисерові запропонували зняти фільм про тури Боба Ділана по Великій Британії, результатом стала картина Do not Look Back, що отримала теплі відгуки критиків. Ділан став одним з перших музикантів, про яких Пеннебейкер знімав документальне кіно, — надалі він працював з Девідом Бові (Ziggy Stardust and the Spiders from Mars, 1973), Джимі Гендріксом (Jimi Plays Monterey, 1986), Depeche Mode ( «101», 1989) і низкою інших артистів.
Разом зі своєю дружиною Кріс Геґедус Пеннебейкер зняв фільм «Військова кімната», що розповідає про передвиборну кампанію Білла Клінтона в 1992 році. Картина була номінована на «Оскар» як кращий документальний фільм, але не отримала статуетку від академії, проте аналогічну нагороду Пеннебейкер присудила Національна рада кінокритиків США. «Оскар» ж режисер отримав в 2013 році за «видатні заслуги в кінематографі».
Режисер помер у 2019 з природних причин в своєму будинку в Лонг-Айленді.

## Фільмографія
- Daybreak Express (1953)
- Baby (1954)
- Opening in Moscow (1959)
- Breaking It Up at the Museum (1960)
- Anatomy of Cindy Fink (1960)
- Primary (1960)
- Jingle Bells (1964) with Robert F. Kennedy
- You're Nobody Till Somebody Loves You (1964)
- Lambert & Co., or "Audition at RCA" (1964)[9][10]
- Dont Look Back (1967, filmed 1965) with Bob Dylan
- Something Is Happening (unreleased, filmed 1966) with Bob Dylan
- Eat the Document (limited release, filmed 1966) with Bob Dylan
- Monterey Pop (1968, filmed 1967)
- Rainforest (1968)
- Sweet Toronto (1971, filmed 1969) with The Plastic Ono Band
- Alice Cooper (1970)
- Queen of Apollo (1970)
- 1 PM (1971)
- Original Cast Album: Company (1971) with Stephen Sondheim
- Keep on Rockin’ (1969) – a film involving Little Richard
- Ziggy Stardust and the Spiders from Mars (1973) with David Bowie
- The Energy War (1978)
- Town Bloody Hall (1979)
- DeLorean (1981) with John DeLorean
- Dance Black America (1983)
- Jimi Plays Monterey (1986) with Jimi Hendrix
- Shake! Otis at Monterey (1987) with Otis Redding
- 101 (1989) with Depeche Mode
- The War Room (1993)
- Woodstock Diary (1994)
- Keine Zeit (1996) with German artist Marius Müller-Westernhagen
- Victoria Williams – Happy Come Home (1997) with singer Victoria Williams
- Moon Over Broadway (1997)
- Bessie (1998)
- Down from the Mountain (2000)
- Startup.com (2001)
- Only the Strong Survive (2002)
- Elaine Stritch: At Liberty (2004) Emmy-winning portrait of Elaine Stritch
- Al Franken: God Spoke (2006) as executive producer
- Rock N Roll Music – a film involving Chuck Berry
- 65 Revisited (2007) – a one-hour documentary accompanying the new DVD release of Dont Look Back
- Kings of Pastry (2009)
- Unlocking the Cage (2016)

## Виноски
1. ↑  Person Profile // Internet Movie Database — 1990.
2. ↑  SNAC — 2010.
3. 1 2  Bibliothèque nationale de France BNF: платформа відкритих даних — 2011.
4. 1 2 3  Чеська національна авторитетна база даних